# Смоляная хвоевёртка
Смоляная хвоевёртка (лат. Retinia resinella) — вид бабочек из семейства Tortricidae.

## Описание
Смоляная хвоевёртка имеет коричнево-серые головку, усики, грудь и брюшко. Передние крылья чёрно-бурые, с несколькими свинцово-серыми, блестящими, волнистыми линиями, часто сливающимися друг с другом или распадающимися на группы пятен. Задние крылья серо-бурые. Размах крыльев 16 мм.
Бабочка летает в мае и июне и откладывает яички у основания побегов будущего года молодых сосёнок. Молодые гусеницы въедаются в кору и, далее, в древесину, вследствие чего вытекает смола, которая окружает гусеницу и образует смоляной орешек. Гусеница желтовато-коричневая с большой головой, довольно крупными бородавками у основания 8-го сегмента, с тёмным просвечивающим пятном, длина до 10 мм. К осени орешек достигает величины крупной горошины. Гусеница зимует в нём и продолжает грызть на том же месте в течение следующего лета. Орешек постепенно твердеет и темнеет и достигает размера вишни. Гусеница перезимовывает в нём ещё раз и окукливается ранней весной, превращаясь в тёмную куколку длиной до 8 мм. Через несколько недель появляется бабочка, после чего орешек становится хрупким и серым.
Паразитами гусениц являются мухи-тахины Actia nudibasis.
Вид не приносит особенно значительного вреда, причиняя иногда засыхание отдельных ветвей. Он распространён по всей Европе, в России, Китае и Японии.